# Myrmica angulata
Myrmica angulata (лат.) — вид мелких муравьёв рода Myrmica длиной около 4—5 мм.

## Распространение
Южный Китай, Гуанси (от 500 до 1000 м над уровнем моря). Северный Вьетнам (от 1700 до 2200 м над уровнем моря).

## Описание
Мелкие рыжевато-коричневые муравьи длиной около 5 мм с длинными шипиками заднегруди; грудь и задняя часть головы грубо ячеисто-морщинистые. Myrmica angulata включен в видовую группу и комплекс Myrmica ritae. Усики 12-члениковые (у самцов 13-члениковые). Скапус изогнут в основании, но без морщинки или лопасти. Стебелёк между грудкой и брюшком состоит из двух члеников: петиолюса и постпетиолюса (последний четко отделен от брюшка), жало развито, куколки голые (без кокона). Брюшко гладкое и блестящее. Муравейники располагаются в гнилой древесине и под корнями и ветками под землёй.